# Planet of the Dead
"Planet of the Dead" (KBS 더빙판: 죽음의 행성)는 영국의 SF 드라마 닥터 후의 2009년 스페셜의 첫번째 에피소드로, 2009년 4월 11일 BBC One과 BBC HD에서 동시 방송되었다. 배우 데이비드 테넌트가 10대 닥터로 출연하며, 일회성 동행자로는 미셸 라이언이 크리스티나 드 수자 양으로 출연하였다. 각본은 러셀 T 데이비스와 개러스 로버츠가 공동으로 맡았으며, 공동 집필이 이뤄진 것은 2005년 뉴 시즌 시작 이래 첫 사례다. 한편 닥터 후의 전체 에피소드 가운데 200번째로 방영된 에피소드이기도 하다.
에피소드의 줄거리는 박물관을 털던 강도 크리스티나가 경찰을 피해 런던 버스에 탑승했다가 알 수 없는 포털을 통해 산헬리오스라는 사막 행성으로 건너가버린다는 설정으로 시작된다. 버스에 탑승해 있던 닥터와 여러 승객들, 그리고 크리스티나는 사막 한가운데 꼼짝없이 발이 묶이게 된다. 이 과정에서 포털로 다시 들어가 지구로 돌아가려던 버스 기사가 포털의 위력을 이기지 못하고 유골 상태로 건너가 버리면서 상황이 악화된다. 버스 실종사건을 전담하게 된 UNIT 소속의 에리사 마감보 대위 (노마 두메즈웨니 분)와 과학 고문 맬컴 테일러 (리 에반스 분)는 포털 건너편 버스를 원상복구시키기 위해 노력하고, 닥터와 크리스티나도 금속성 외계 가오리가 승객들을 쓸어버리려는 것을 막는 동시에 지구로 돌아가고자 한다. 에피소드 막바지에서 승객 가운데 예지력이 있는 한 명이 닥터에게 "그가 네 번 노크할 것이다"라고 경고하며, 남은 세 편의 스페셜 에피소드에서 벌어질 사건을 예고한다.
"Planet of the Dead"는 HD로 촬영된 최초의 닥터 후 에피소드이기도 했다. 스핀오프 드라마인 토치우드가 일찍이 HD를 채택해 높은 품질을 자랑했고, HD 방송 실시에 대한 재정적 우려도 불식됨에 따라, 닥터후 제작진으로 하여금 제작방식의 전환을 설득한 결과였다. 작중 등장하는 사막 장면이 최대한 사실적으로 보이도록 두바이 로케이션을 사흘간 진행하였으며 1980년식 2층 버스를 비롯한 여러 소품을 아랍에미리트 현지로 직접 공수하기도 했다. 이 과정에서 컨테이너가 실수로 2층 버스를 손상시키는 사고가 있었는데 각본을 맡은 러셀이 줄거리상의 설정을 바꾸기도 했다.

## 줄거리

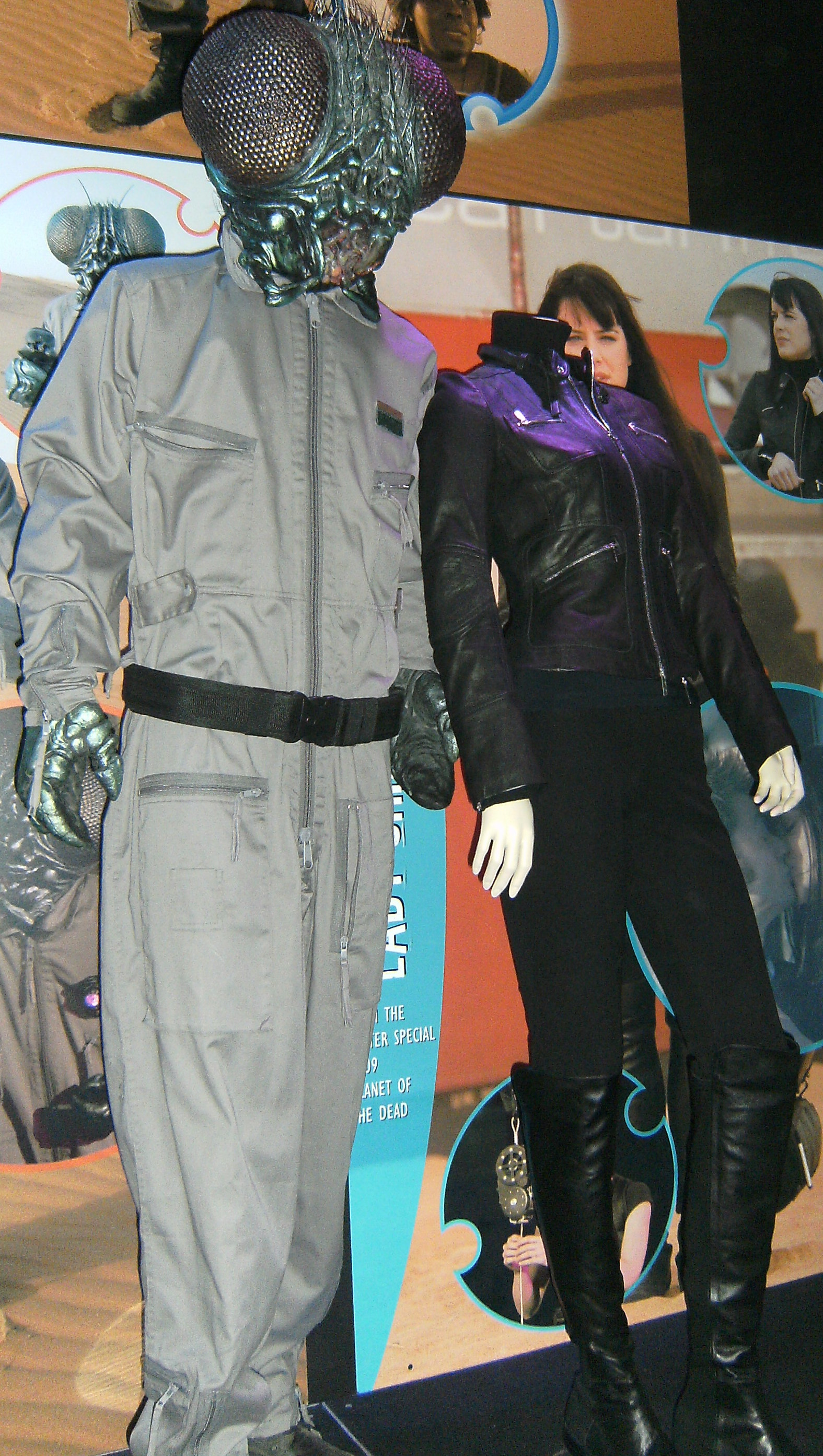
사막행성의 트리토보어와 레이디 크리스티나의 의상.

털털한 여자 강도 크리스티나 드 수자 (Christina de Souza)는 런던의 박물관에서 중세 애설스탠 국왕의 금잔을 훔치고, 경찰의 추격을 피하기 위해 거리를 지나던 이층 버스에 올라탄다. 그 뒤를 이어 10대 닥터가 버스에 올라타 크리스티나와 다른 승객들과 인사를 나눈다. 어느 터널에 들어서려는 그때 버스가 웜홀을 통과하여 산헬리오스라는 사막 행성에 건너가 버린다. 웜홀을 살펴보던 닥터는 버스가 패러데이 새장 같은 역할을 해서 웜홀의 에너지로부터 무사할 수 있었다고 짐작한다. 그러나 웜홀을 통과해 막무가내로 지구로 돌아가겠다는 버스 기사의 의지는 막지 못한다. 버스 기사가 웜홀 속으로 들어간 순간 에너지를 이기지 못해 불에 타고, 뼈만 남은 채 건너편 지구의 도로에 쓰러진다. 신고를 받은 UNIT 부대가 현장에 도착하고, 부대원들을 지휘하는 에리사 마감보 대위는 과학 고문 맬컴 테일러의 도움으로 문제 해결에 나선다.
다른 승객들이 버스 수리에 나서는 사이 닥터와 크리스티나는 주변 정찰에 나선다. 그런데 지평선 먼 곳에서 모래 폭풍으로 보이는 것을 발견한다. 이윽고 트리토보어 (Tritovores)라는 파리처럼 생긴 외계종족 두 마리와 만나, 그들의 난파선으로 향한다. 트리토보어들은 이곳에서 보급품을 픽업하러 왔다며, 산헬리오스 행성은 최근까지 수십억 명의 인구가 살고 있었으나 지금은 완전히 사막이 되어버렸다며 의아해한다. 닥터는 트리토보어에게 다가오는 모래 폭풍을 스캔해 달라고 부탁한다. 스캔 결과, 모래폭풍이라 생각했던 것은 행성의 생태계를 깡그리 망가뜨리는 외계 가오리떼였다. 닥터는 산헬리오스 행성에서 먹을 것을 다 먹어치운 가오리떼가 새로운 먹이를 찾으러 다음 행성으로 건너가기 위해 이동용 웜홀을 띄우려 한다고 짐작하며, 가오리떼가 지구에 도달하기 전에 파워크리스탈을 이용해 서둘러 웜홀을 닫아야 한다고 말한다. 크리스티나는 전문 강도기술을 동원해 트리토보어의 난파선에서 파워크리스탈을 회수하지만, 그 과정에서 실수로 외계가오리를 깨우는 바람에 트리토보어들이 당하고 만다.
가오리떼가 버스 근처까지 다다르자 닥터는 크리스탈 장비로 반중력 장치를 만들어 버스가 날 수 있게 만든다. 닥터는 크리스티나에게 비행 제어를 위해 박물관에서 훔친 금잔이 필요하다고 설득하며 건네받는다. 금잔을 부수어 버스를 조종하기 시작한 닥터는 성공적으로 웜홀을 통과해 지구로 돌아온다. 맬컴이 황급히 웜홀을 닫자 가오리떼는 지구로 건너오지 못한다. 가까쓰로 지구로 건너온 세 마리의 가오리는 UNIT이 스팅어 미사일을 쏘아 빠르게 말살시킨다. 크리스티나는 닥터에게 자신을 데려가 달라고 부탁하지만, 닥터는 거절하고 경찰에 의해 체포된다. 그러나 닥터는 크리스티나의 수갑을 몰래 풀어주고, 경찰에게서 빠져나온 크리스티나는 2층 버스를 타고 런던 상공을 날아간다. 닥터가 현장을 떠나기 전, 낮은 수준의 심령 능력을 가지고 있던 버스 승객 카르멘은 닥터에게 "닥터의 노래가 끝나고 있다"면서, "그는 네 번 노크할 것"이라고 경고한다.